# Phần mềm tự do

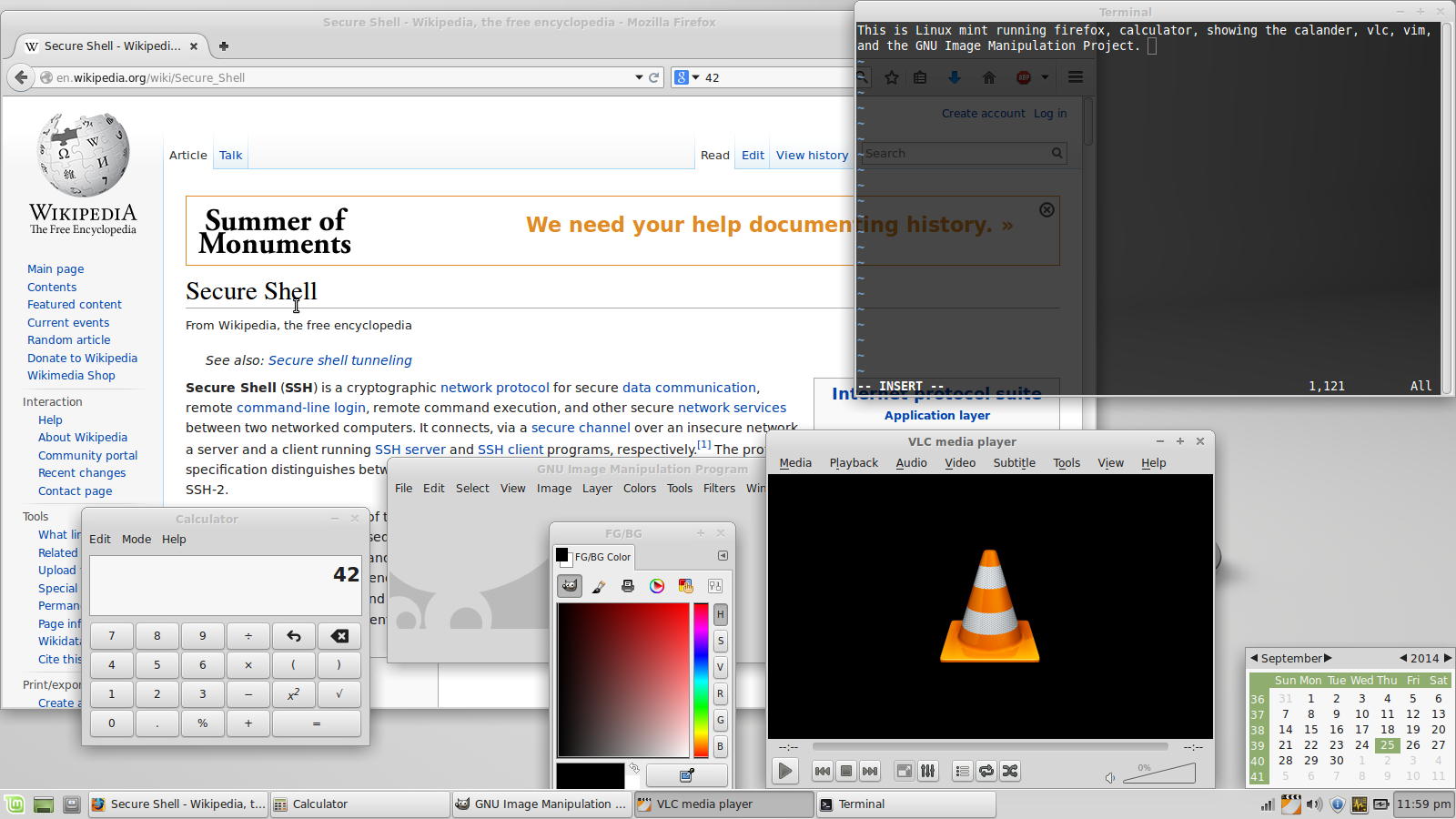
Ví dụ về một hệ điều hành phần mềm tự do hiện đại chạy một số ứng dụng đại diện. Hiển thị môi trường desktop Xfce, trình duyệt Firefox, trình soạn thảo văn bản Vim, trình chỉnh sửa ảnh GIMP, và trình đa phương tiện VLC.

Phần mềm tự do (tiếng Anh: free software hay libre software) là phần mềm máy tính được phân phối theo các điều khoản cho phép người dùng chạy phần mềm cho bất kỳ mục đích nào cũng như nghiên cứu, thay đổi và phân phối phần mềm cũng như mọi phiên bản phù hợp. Phần mềm tự do tập trung vào vấn đề của sự tự do, chứ không phải là giá cả. Người dùng, độc lập hay hợp tác với các lập trình viên máy tính, được tự do làm những gì họ muốn với các bản sao của một phần mềm tự do (bao gồm cả lợi nhuận từ chúng) bất kể được trả bao nhiêu để có được chương trình. Các chương trình máy tính được coi là tự do nếu chúng cung cấp cho người dùng (không chỉ nhà phát triển) quyền kiểm soát cuối cùng đối với phần mềm và sau đó, trên các thiết bị của họ.
Quyền nghiên cứu và sửa đổi chương trình máy tính đòi hỏi mã nguồn—định dạng ưa thích để thực hiện thay đổi, được cung cấp cho người dùng chương trình đó. Mặc dù điều này thường được gọi là "quyền truy cập vào mã nguồn" hoặc "tính khả dụng công cộng", Free Software Foundation khuyên bạn không nên suy nghĩ theo các điều khoản đó, bởi vì nó có thể mang lại ấn tượng rằng người dùng phần mềm có nghĩa vụ (trái với quyền) phải cung cấp cho người không dùng phần mềm một bản sao của chương trình.
Mặc dù thuật ngữ "phần mềm tự do" đã được sử dụng một cách lỏng lẻo trong quá khứ, Richard Stallman được cho là đã buộc nó theo ý nghĩa khi thảo luận và bắt đầu phong trào phần mềm tự do vào năm 1983, khi ông đưa ra Dự án GNU: một nỗ lực hợp tác để tạo ra một hệ điều hành tôn trọng tự do và làm sống lại tinh thần hợp tác từng là phổ biến giữa các hacker trong những ngày đầu của máy tính.

## Lịch sử

### Bối cảnh
Phần mềm tự do khác với:

This Euler diagram describes the typical relationship between freeware and free and open-source software (FOSS): According to David Rosen from Wolfire Games in 2010, open source / free software (orange) is most often gratis but not always. Freeware (green) seldom expose their source code.

- Phần mềm độc quyền, như Microsoft Office, Google Docs, Sheets, và Slides hay iWork của Apple. Người dùng không thể nghiên cứu, thay đổi hay chia sẻ mã nguồn của chúng.
- "Phần mềm miễn phí" lại có nghĩa là phần mềm mà bạn không cần tốn bất kì khoản chi phí nào để sử dụng nó nhưng bản quyền và tác quyền vẫn hoàn hoàn thuộc về người sở hữu nó; và nó không có nghĩa là có thể áp dụng reverse engineer, chỉnh sửa, hay tái phân phối.[15][16]

Trào lưu phần mềm tự do bắt đầu năm 1983 do Richard Stallman khởi xướng để đáp ứng nhu cầu tự do sử dụng các phần mềm theo mục đích cá nhân. Stallman thành lập nên Free Software Foundation vào năm 1985 để đưa ý tưởng về phần mềm tự do của ông vào tổ chức.
Từ năm 1998 trở đi, các khái niệm liên quan đến phần mềm tự do được đưa vào sử dụng. Khái niệm dược dùng nhiều nhất là "phần mềm tự do" hay "software libre", "phần mềm tự do nguồn mở" ("FOSS") và "phần mềm tự do nguồn mở, và miễn phí" ("FLOSS"). "Software Freedom Law Center" được thành lập năm 2005 để bảo vệ và phát triển FLOSS. Trái ngược với phần mềm tự do là "phần mềm độc quyền" hay "phần mềm đóng". Phần mềm thương mại có thể là phần mềm tự do lẫn phần mềm độc quyền, hoàn toàn trái hẳn với ý nghĩ "Phần mềm thương mại" có nghĩa là "phần mềm độc quyền". (Một ví dụ điển hình cho phần mềm tự do thương mại là Red Hat Linux.)
Để phần mềm thuộc phạm vi bản quyền được tự do, nó phải mang theo giấy phép phần mềm, theo đó tác giả cấp cho người dùng các quyền đã nói ở trên. Phần mềm không được bảo vệ bởi luật bản quyền, chẳng hạn như phần mềm trong phạm vi công cộng, miễn phí, miễn là mã nguồn cũng thuộc phạm vi công cộng hoặc có sẵn mà không bị hạn chế.
Phần mềm độc quyền sử dụng giấy phép phần mềm hạn chế hoặc EULA và thường không cung cấp cho người dùng mã nguồn. Do đó, người dùng bị ngăn chặn về mặt pháp lý hoặc kỹ thuật để thay đổi phần mềm và điều này dẫn đến sự phụ thuộc vào nhà phát hành để cung cấp các bản cập nhật, trợ giúp và hỗ trợ. Người dùng thường không thể thực hiện đảo ngược, sửa đổi hoặc phân phối lại phần mềm độc quyền. Ngoài luật bản quyền, hợp đồng và thiếu mã nguồn; có thể có thêm các shenanigans ngăn người dùng thực hiện quyền tự do đối với một phần mềm, chẳng hạn như bằng sáng chế phần mềm và quản lý quyền kỹ thuật số (cụ thể hơn là tivoization).
Phần mềm tự do có thể là một hoạt động vì lợi nhuận, hoạt động thương mại hoặc là không. Một số phần mềm tự được phát triển bởi các tình nguyện viên trong khi phần mềm khác được phát triển bởi các doanh nghiệp; hoặc thậm chí bởi cả hai. Vì các phần mềm tự do đa phần lại là những phần mềm có chi phí thấp, có thể hoàn toàn miễn phí và tái phân phối rộng rãi, các mô hình hoạt động kinh doanh xoay quanh các phần mềm tự do này chủ yếu hoạt động dựa trên việc tạo thêm giá trị như phát triển ứng dụng, hỗ trợ, đào tạo, thực hiện theo yêu cầu khách hàng, biên dịch, hay cấp chứng chỉ. Trong khi đó thì mô hình kinh doanh của các công ty phần mềm độc quyền lại đi theo một hướng hoàn toàn khác, khách hàng của họ phải chi trả để có thể có quyền sử dụng nó một cách hợp pháp theo một hợp đồng cung cấp bản quyền.

### Tên gọi và sự khác biệt với nguồn mở
Mặc dù cả hai định nghĩa đều đề cập đến các chương trình gần như tương đương, Free Software Foundation khuyến nghị sử dụng thuật ngữ "phần mềm tự do" hơn là "phần mềm nguồn mở" (một khái niệm mới hơn được đưa ra năm 1998), vì các mục tiêu và thông điệp khá giống nhau. "Nguồn mở" và chiến dịch liên kết của nó chủ yếu tập trung vào các vấn đề kỹ thuật của mô hình phát triển công cộng và tiếp thị phần mềm tự do cho các doanh nghiệp, trong khi xem nhẹ vấn đề đạo đức về quyền người dùng thậm chí là đối kháng. Stallman cũng tuyên bố rằng việc xem xét các lợi thế thực tế của phần mềm tự do cũng giống như xem xét các lợi thế thực tế của việc không bị còng tay, ở chỗ không cần thiết phải xem xét các lý do thực tế để nhận ra rằng việc bị còng tay là điều không mong muốn.
FSF cũng lưu ý rằng "Nguồn mở" có chính xác một nghĩa cụ thể trong tiếng Anh thông dụng, đó là "bạn có thể xem mã nguồn". Nó nói rằng mặc dù thuật ngữ "Free Software" có thể dẫn đến hai cách hiểu khác nhau, nhưng ít nhất một trong số chúng phù hợp với ý nghĩa dự định không giống như thuật ngữ "Nguồn mở". Tính từ vay "libre" thường được sử dụng để tránh sự mơ hồ của từ "free" trong ngôn ngữ tiếng Anh và sự mơ hồ với việc sử dụng "free software" cũ hơn như phần mềm trong phạm vi công cộng. See Gratis versus libre.

## Định nghĩa và Bốn tự do

Sơ đồ phần mềm tự do và không tự do, như được định nghĩa bởi Free Software Foundation. Trái: phần mềm tự do, phải: phần mềm độc quyền, được bao quanh: Phần mềm miễn phí

Định nghĩa chính thức đầu tiên về phần mềm miễn phí được FSF công bố vào tháng 2 năm 1986. Định nghĩa đó, được viết bởi Richard Stallman, vẫn được duy trì cho đến ngày nay và nói rằng phần mềm là tự do nếu những người nhận được bản sao của phần mềm có bốn quyền tự do sau. Việc đánh số bắt đầu bằng 0, không chỉ là một trò giả mạo về cách sử dụng phổ biến đánh số dựa trên số 0 trong các ngôn ngữ lập trình, mà còn bởi vì "Freedom 0" ban đầu không được đưa vào danh sách, nhưng sau đó được thêm vào đầu tiên trong danh sách vì nó được coi là rất quan trọng.
- Freedom 0: Tự do 'chạy' chương trình cho bất kỳ mục đích nào.
- Freedom 1: Tự do 'nghiên cứu' cách thức chương trình hoạt động và thay đổi nó để khiến chương trình thực hiện những gì bạn muốn.
- Freedom 2: Tự do 'phân phối lại' 'và tạo các bản sao để bạn có thể giúp đỡ hàng xóm của mình.
- Freedom 3: Quyền tự do 'cải thiện' chương trình và phát hành các cải tiến của bạn (và các phiên bản sửa đổi nói chung) cho công chúng, để toàn bộ cộng đồng được hưởng lợi.

Freedoms 1 và 3 yêu cầu mã nguồn có sẵn bởi vì nghiên cứu và sửa đổi phần mềm mà không có mã nguồn của nó có thể từ rất không thực tế đến gần như không thể.
Do đó, phần mềm miễn phí có nghĩa là người dùng máy tính có quyền tự do hợp tác với người họ chọn và kiểm soát phần mềm họ sử dụng. Để tóm tắt phần này thành một phân biệt phần mềm libre (tự do) với phần mềm gratis (miễn phí), Free Software Foundation nói: "Free Software là vấn đề tự do, không phải giá cả. khái niệm, bạn nên nghĩ về 'tự do' như trong 'tự do ngôn luận', chứ không phải trong 'bia miễn phí '"
Vào cuối những năm 1990, các nhóm khác đã công bố định nghĩa riêng mô tả một bộ phần mềm gần như giống hệt nhau. Đáng chú ý nhất là Debian Free Software Guidelines được xuất bản năm 1997, và Định nghĩa nguồn mở, được xuất bản năm 1998.
Các hệ điều hành dựa trên BSD như FreeBSD, OpenBSD, và NetBSD, không có định nghĩa chính thức về phần mềm tự do. Người dùng của các hệ thống này thường tìm thấy cùng một bộ phần mềm có thể chấp nhận được, nhưng đôi khi xem copyleft là hạn chế. Họ thường ủng hộ giấy phép phần mềm tự do cho phép, cho phép người khác sử dụng phần mềm theo ý muốn mà không bị 'buộc' cung cấp mã nguồn một cách hợp pháp. Quan điểm của họ là phương pháp cho phép này là tự do hơn. Các giấy phép phần mềm Kerberos, X11, và Apache hoàn toàn giống nhau về ý định và cách thực hiện.

## Ví dụ
Có hàng ngàn ứng dụng và nhiều hệ điều hành tự do có sẵn trên Internet. Người dùng có thể dễ dàng tải xuống và cài đặt các ứng dụng đó thông qua trình quản lý gói đi kèm với hầu hết bản phân phối Linux.
Free Software Directory duy trì một cơ sở dữ liệu lớn về các gói phần mềm tự do. Một số ví dụ nổi tiếng nhất bao gồm Linux kernel, BSD và các bản phân phối Linux, GCC và thư viện C; hệ quản trị cơ sở dữ liệu MySQL; web server Apache; và Sendmail mail transport agent. ác ví dụ có ảnh hưởng khác bao gồm trình soạn thảo văn bản Emacs; trình chỉnh sửa bản vẽ và hình ảnh raster GIMP; hệ thống hiển thị đồ họa X Window System; bộ ứng dụng văn phòng LibreOffice; và các hệ thống sắp chữ TeX và LaTeX.

Phần mềm tự do
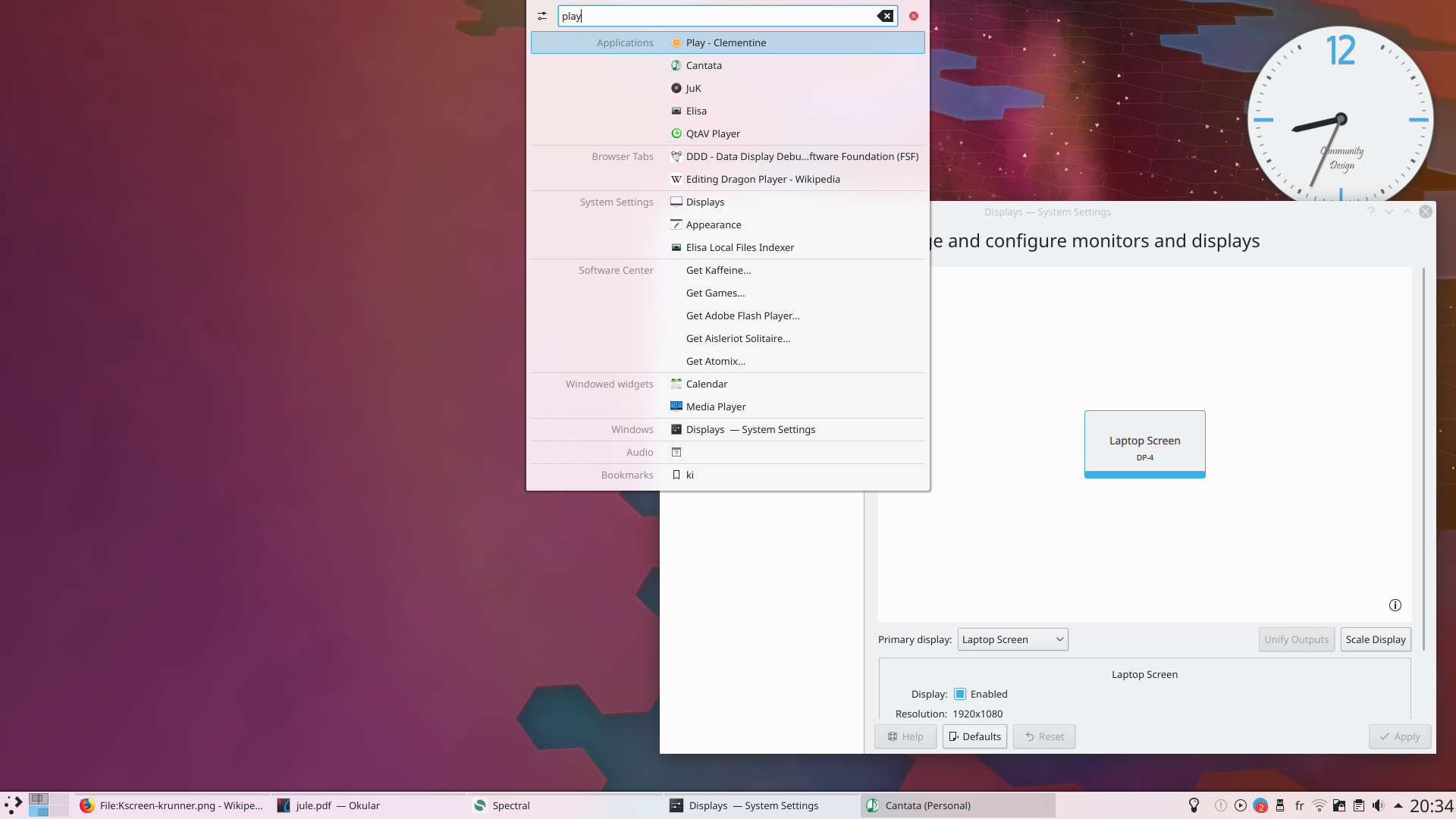
Tập_tin:Kscreen-krunner.pngDesktop KDE Plasma trên Debian.
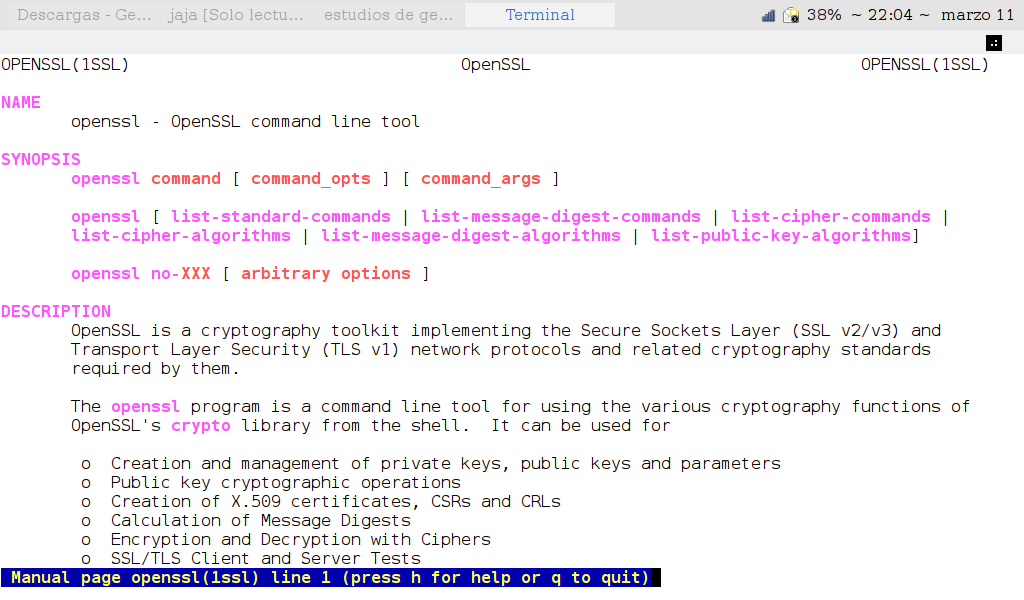
Tập_tin:Captura_de_pagina_de_manual_de_OpenSSL.pngTrang hướng dẫn của OpenSSL.
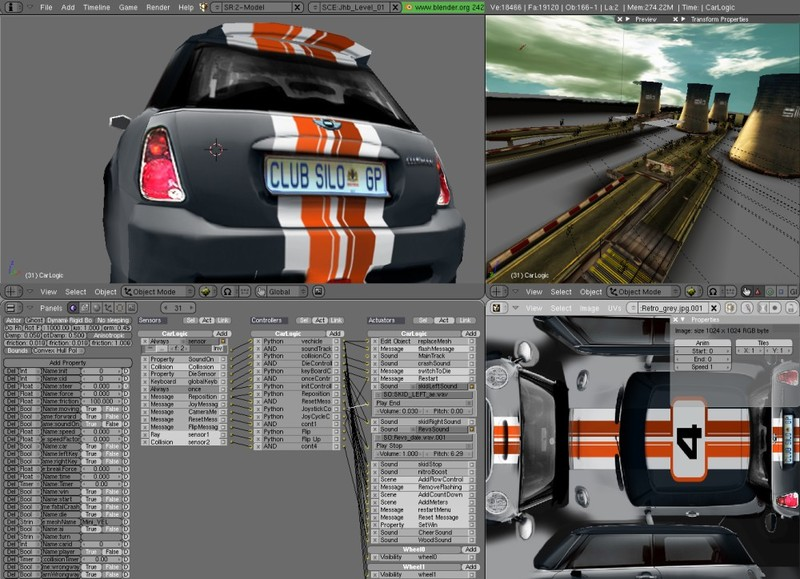
Tập_tin:BgeCarSc.jpgTạo trò chơi đua xe 3D bằng cách sử dụng Blender Game Engine
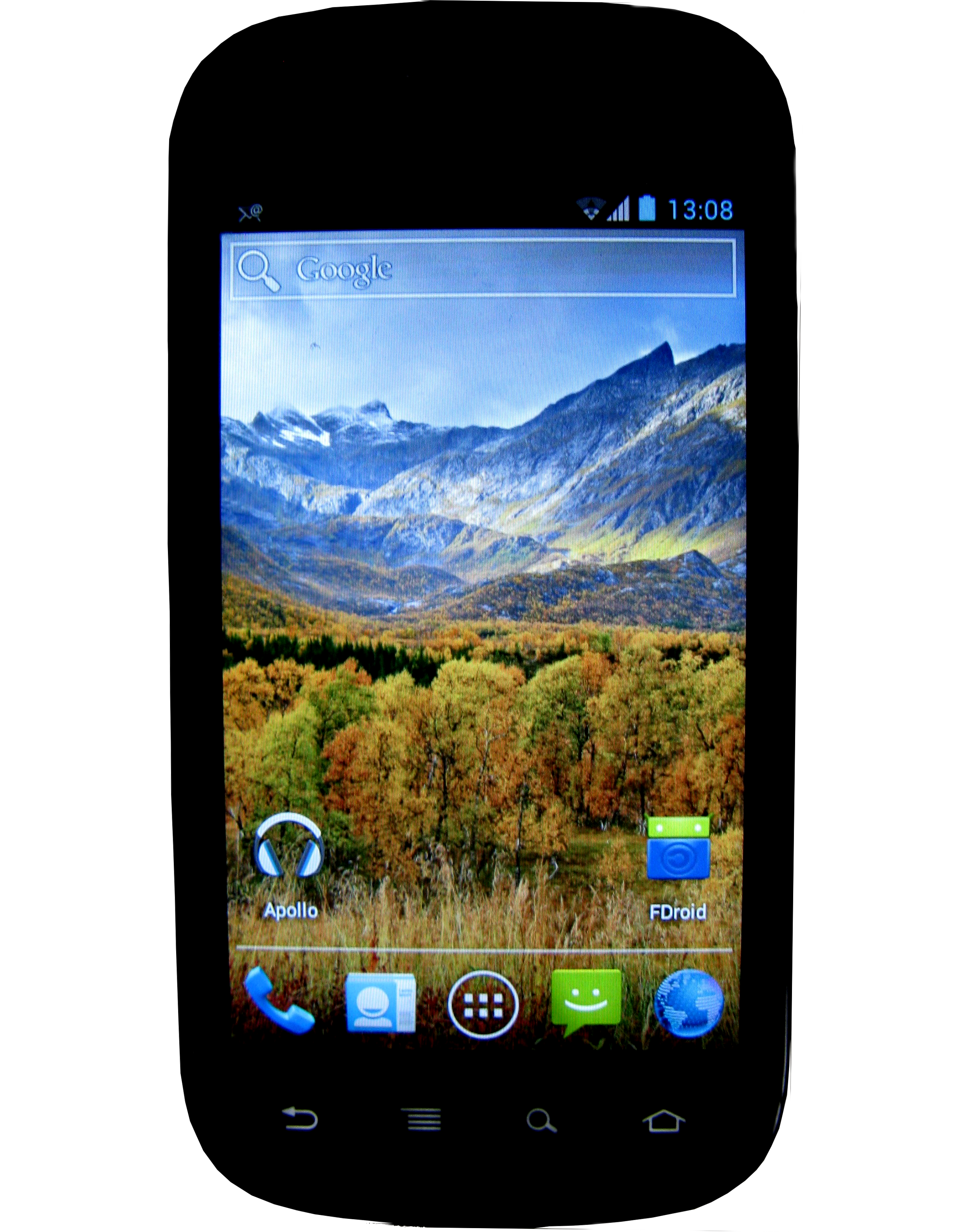
Tập_tin:Replicant_4.0_on_NexusS.pngSmartphone Replicant, một hệ thống dựa trên Android và có 100% phần mềm tự do.
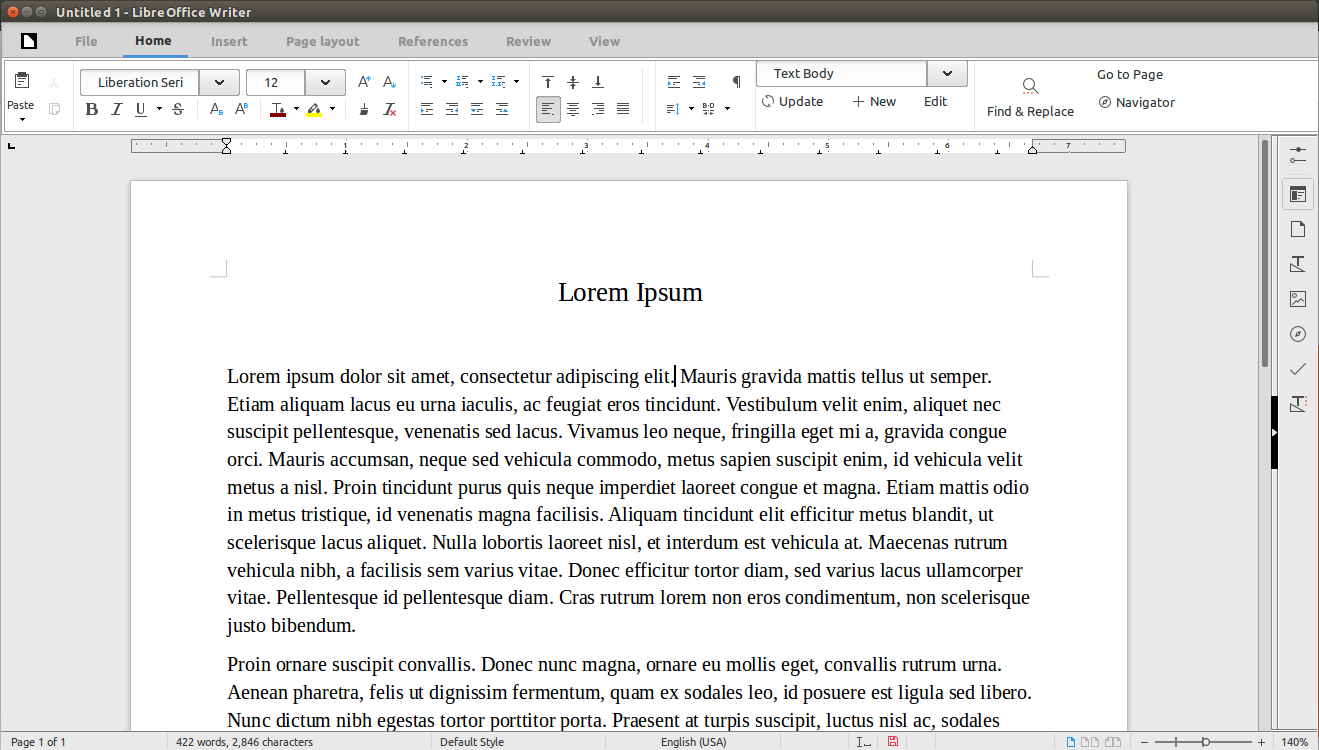
Tập_tin:Libreoffice_5.3_writer_MUFFIN_interface.pngLibreOffice là một bộ văn phòng đa nền tảng tự do.

## Phần mềm tự do ở Việt Nam
Trước khi thành lập được câu lạc bộ, ở Việt Nam có những hội nhóm tham gia các dự án phần mềm tự do ở Hà Nội, thành phố Hồ Chí Minh cũng như một số diễn đàn dành riêng cho các phần mềm nguồn mở như Ubuntu-VN, NukeViet... Sau khi Việt Nam gia nhập WTO thì chính phủ luôn nỗ lực hướng người dân sử dụng những phần mềm tự do thay cho việc sử dụng các bản lậu của những phần mềm độc quyền một cách rộng rãi như hiện nay. Việt Nam cũng nhận được nhiều sự hỗ trợ từ bên ngoài như các công ty cầu nối FOSS Bridge trong lĩnh vực kinh doanh phần mềm tự do. Sự kiện đầu tiên và châm ngòi làm cầu nối cho Việt Nam đến với cộng đồng phần mềm tự do ở châu Á chính là sự kiện GNOME.Asia 2009 do Đặng Hồng Phúc và Mario Behling tổ chức. Đã có hơn 1400 người tham gia vào sự kiện kéo dài 3 ngày này. Theo các nhà tổ chức sự kiện thì có khoảng 60% người tham gia sự kiện là nữ giới. Trong năm 2010 FOSSASIA cũng sẽ được tổ chức tại thành phố Hồ Chí Minh để nối tiếp sự thành công của sự kiện trước đó.
Kể từ tháng 11 năm 2011, Câu lạc bộ Phần mềm Tự do Nguồn mở Việt Nam (Vietnam Free & Open Source Software Association - viết tắt là VFOSSA) đã ra đời sau nhiều nỗ lực của các thành viên cộng đồng HanoiLug, Ubuntu-vn, NukeViet... đây là tổ chức đại diện cho cộng đồng Phần mềm Tự do Nguồn mở (PMTDNM) trong cả nước, cũng là chi hội TW thuộc Hội Tin học Việt Nam (VAIP). Câu lạc bộ đã tổ chức đại hội thành lập vào ngày 14/1/2012 tại Viện Tin học Pháp ngữ (phố Tạ Quang Bửu, Quận Hai Bà Trưng, Hà Nội).
Ngay sau khi thành lập, câu lạc bộ đã liên tiếp tổ chức các hoạt động và sự kiện tuyên truyền về phần mềm tự do nguồn mở trong khối giáo dục, làm việc với các cơ quan nhà nước nhằm tư vấn và tham gia phản biện các chính sách về công nghệ thông tin nói chung và phần mềm tự do nguồn mở nói riêng. VFOSSA cũng chính thức trở thành đơn vị tổ chức cuộc thi Mùa hè sáng tạo - cuộc thi thường niên dành cho sinh viên được tổ chức từ năm 2009 song hành cùng với kỳ thi Olympic tin học Sinh viên Việt Nam.
Sự ra đời của câu lạc bộ chấm dứt việc phát triển rời rạc và tự phát của các cộng đồng phần mềm tự do nguồn mở ở Việt Nam, đánh dấu thời kỳ chuyển mình của PMTDNM Việt Nam sang giai đoạn mới.

## Lịch sử hình thành

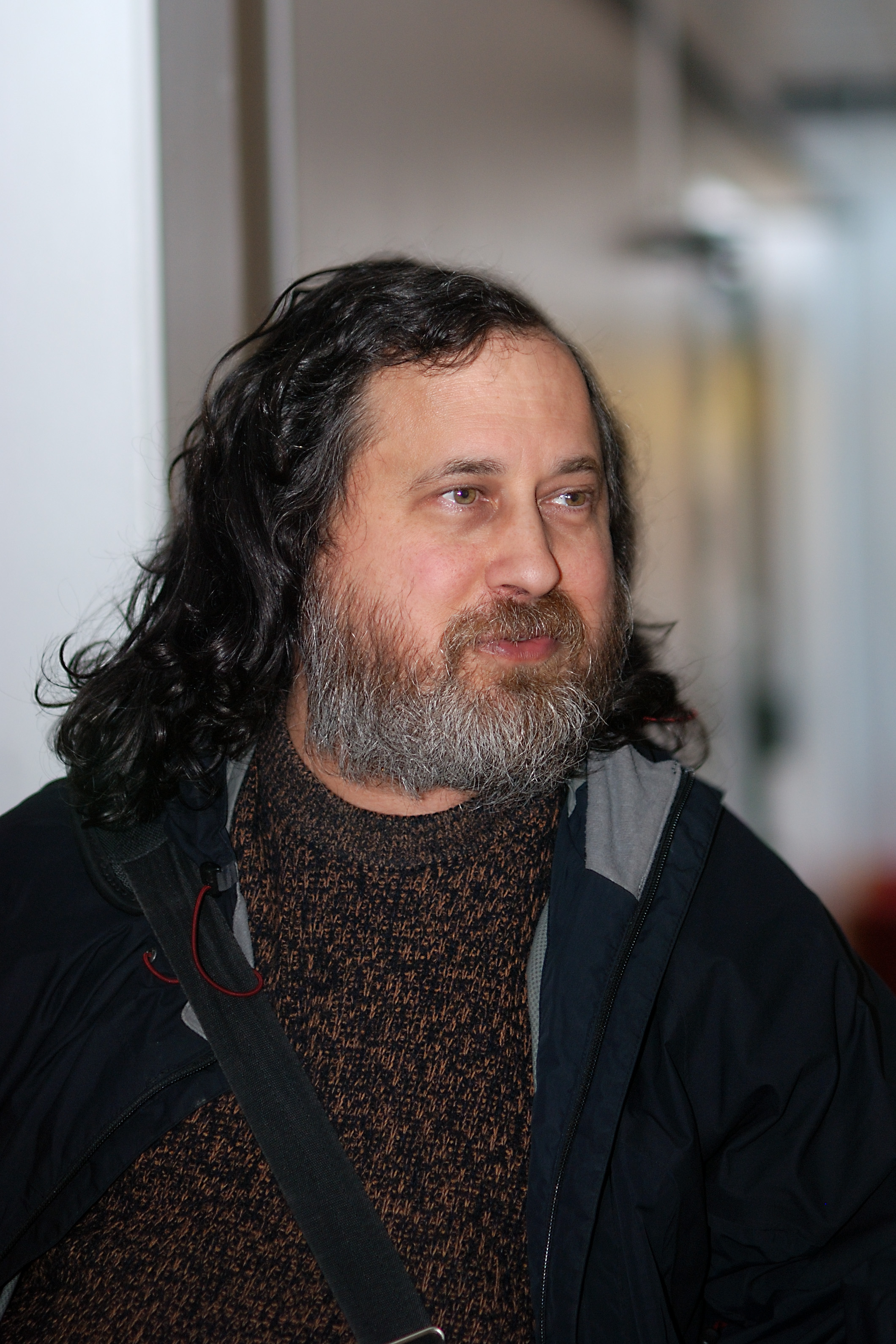
Richard Stallman, người khởi động cho trào lưu phần mềm tự do.

Trong những năm 50, 60, 70 thì người sử dụng máy tính đã có quyền tự do sử dụng các phần mềm miễn phí. Phần mềm miễn phí được những người sử dụng máy tính chia sẻ miễn phí với nhau và cũng do chính các nhà sản xuất chế tạo máy tính vì họ phấn khởi do có nhiều người đang cùng họ sáng tạo ra những phần mềm làm cho máy tính của họ có ích, không phải là những cục sắt vô dụng. Những tổ chức người tiêu dùng và nhà sản xuất được lập nên để tạo điều kiện cho việc trao đổi phần mềm ví dụ như SHARE. Vào những năm cuối của thập kỉ 60 thì xuất hiện những thay đổi đáng ngại: giá phần mềm tăng lên nhanh chóng, giữa nhà sản xuất phần cứng có cài đặt sẵn và nhà sản xuất phần mềm cũng xuất hiện sự cạnh tranh gay gắt để mở rộng thị trường vì khi đó phần mềm miễn phí vì chi phí của nó đã nằm trong giá phần cứng.Nhưng việc cài đặt sẵn những phần mềm như vậy lại không đem lại lợi ích gì cho việc bán phần mềm và người sử dụng đôi khi lại không cần những thứ được cài sẵn nên họ không muốn phải chi trả cho những thứ không xài tới. Trong bài "Nước Mỹ và IBM" United States vs. IBM, ngày 17/1/1969 chính quyền đã cho rằng việc cài đặt phần mềm đi kèm phần cứng khi bán ra thị trường là một kiểu cạnh tranh không lành mạnh. Tuy rằng vẫn có nhiều phần mềm là hoàn toàn miễn phí nhưng đa phần vẫn chỉ là những sản phẩm thương mại. Trong suốt quãng thời gian những năm 70 và thời kì đầu những năm 80,nền công nghệ phần mềmbắt đầu sử dụng các tiêu chuẩn về công nghệ (ví dụ như chỉ cho phân phối các phiên bản sử dụng, các bản sao nhị phân binary copies của chương trình máy tính) nhằm ngăn người sử dụng máy tính nghiên cứu và chỉnh sửa các phần mềm. Năm 1980 bộ luật quyền tác giả được mở rộng sang phần mềm máy tính.
Năm 1983, Richard Stallman, là thành viên lâu nămcủa cộng đồng hacker của MIT Artificial Intelligence Laboratory, chính ông cũng đã khởi xướng dự án GNU. Stallman nói rằng ông thấy chán nản vì những tác động thay đổi về văn hóa trong nền công nghiệp máy tính và người dùng máy. Sự phát triển các phần mềm cho hệ điều hành GNU, bắt đầu từ 1/1984, và Tổ chức phần mềm tự do Free Software Foundation (FSF) được thành lập năm 1985. Ông đã phát triển một định nghĩa riêng cho phần mềm tự do và khái niệm "copyleft"
Và tiềm năng thương mại của các phần mềm tự do được các công ty lớn nhìn thấy như IBM, Red Hat, và Sun Microsystems. Cũng có rất nhiều công ty không thuộc lĩnh vực công nghệ thông tin chọn các phần mềm miễn phí để làm các trang web thông tin và thương mại của họ vì chi phí đầu tư thấp và khả năng tự do đóng gói dữ kiện của các phần mềm dạng này. Ngoài ra cũng có những công ty trong các ngành công nghiệp phi phần mềm sử dụng các công nghệ tương tự như công nghệ phát triển phần mềm tự do trong quá trình nghiên cứu và phát triển. Một ví dụ minh chứng là các nhà khoa học cũng luôn mong muốn có một quy trình nghiên cứu tiên tiến hơn những công nghệ hiện tại và đã xuất hiện nhiều thiết bị phần cứng như microchips với giấy phép copyleft (tham khảo dự án OpenCores). Creative Commons và phong trào văn hóa tự do free culture movement cũng bị ảnh hưởng rất nhiều bởi trào lưu phần mềm tự do.

## Giấy phép phần mềm tự do
Tất cả các giấy phép cho phần mềm tự do được cấp để đảm bảo cho người sử dụng toàn bộ các quyền lợi trên.Tuy nhiên nếu trong trường hợp giấy phép không cho phép kết hợp các phần mềm tương thích thì việc tổng hợp hai phần mềm bằng phương thức cộng gộp mã nguồn sẽ bị gây trở ngại trên vấn đề pháp lý của giấy phép. Nhưng việc tổng hợp chương trình không trực tiếp có thể giải quyết vấn đề này.
Phần lớn các phần mềm tự do đều sử có những loại giấy phép nhất định, thông thường là:
- Giấy phép Công cộng GNU
- GNU Lesser General Public License
- Giấy phép BSD
- Giấy phép Công cộng Mozilla
- Giấy phép MIT
- Giấy phép Apache

FSF và Open Source Initiative công bố các loại giấy phép đáp ứng theo định nghĩa riêng của họ về phần mềm mở và phần mềm tự do.
- List of FSF approved software licenses
- List of OSI approved software licenses

Danh sách giấy phép của FSF không có nhiều tính bắt buộc: các giấy phép tự do đang có thể không cần phải được chứng thực bởi FSF, nó có thể là giấy phép mà FSF không biết tới hay không đủ tầm quan trọng để đề cập đến nó, và có nghĩa là chính giấy phép này cũng có thể tự do nằm ngoài danh sách của FSF. Nhưng ngược lại danh sách OSI chỉ đề cập đến các giấy phép đã đăng ký, xem xết và công nhận và tất cả các giấy phép này đều phải đáp đạt tiêu chuẩn của Open Source Definition.
Trường hợp mà một giấy phép đạt chuẩn FSF lại không đạt chuẩn định nghĩa nguồn mở Open Source Definition ít khi xay ra nhưng điều ngược lại thì không hoàn toàn đúng (ví dụ như Netscape Public License dùng cho các phiên bản đầu tiên của Mozilla NASA Open Source Agreement đều là giấy phép được OSI chứng nhận nhưng không liên hệ với FSF)

## Độ tin cậy và bảo mật
Giữa các phần mềm độc quyền và phần mềm tự do luôn có sự tranh cãi về tính bảo mật, vấn đề chính xoay quanh luận điểm "Bảo mật từ sự mơ hồ" (security through obscurity). Những người ủng hộ phương pháp này cho rằng càng che giấu các lỗ hổng bảo mật đã được biết đến thì càng tốt. Tuy nhiên, điều này dẫn tới một sai lầm phổ biến trong bảo mật máy tính là nhiều khi lỗ hổng bảo mật được ai đó tìm thấy nhưng không được nhà phát triển phần mềm vá (do họ chưa biết hoặc đã biết nhưng chưa vá vì lý do chủ quan hoặc nguồn lực không sẵn sàng).
Những người ủng hộ phần mềm tự do cho rằng việc công khai mã nguồn sẽ bảo mật và đáng tin cậy hơn vì mã nguồn của phần mềm tự do luôn mở nên cộng đồng dễ dàng phát hiện ra lỗi. Mặc dù khi lỗ hổng xuất hiện tất cả đều biết nhưng cộng đồng luôn sẵn sàng cho điều này và nhanh chóng ứng phó, (Điều này được gọi là "Bảo mật từ sự công khai - Security Through Public Disclosure") và phần mềm độc quyền không thể có được lợi thế này. Khi người sử dụng có thể phân tích và theo dõi các mã nguồn, người ta có thể tự mình kiểm tra mã, tìm lỗi và vá lỗ hổng. So với phần mềm thương mại, vốn chỉ có một nhóm nhỏ người trong một công ty được tiếp cận với nó. Việc mọi người tự do truy cập vào mã nguồn làm cho việc cài cắm các đoạn mã độc hoặc gián điệp khó khăn hơn so với các phần mềm độc quyền.

## Tiềm năng thương mại và sự chấp nhận của thị trường
Phần mềm tự do đóng một vai trò quan trọng trong sự phát triển của Internet, World Wide Web và các công ty kinh doanh trực tuyến. Các phần mềm tự do cho phép người sử dụng hợp tác tăng cường và cải tiến các chương trình họ sử dụng; phần mềm tự do là một loại hàng hóa công cộng chứ không phải hàng hóa tư nhân (private good). Các công ty hay tổ chức đóng góp vào các phần mềm tự do có thể đổi mới mà không gặp các vấn đề pháp lý về bằng phát minh, sáng chế hay bản quyền sản xuất (cross licensing). (tham khảo thêm tác quyền.)
Một công ty theo mô hình kinh doanh phần mềm tự do có thể thu được lợi nhuận từ các khoản phí phát hành hay các hỗ trợ riêng như sửa chữa thu phí hay các hợp đồng theo yêu cầu khách hàng. Trong khi các công ty bán phần mềm độc quyền lại áp dụng một phương thức kinh doanh khác hẳn và khách hàng của họ phải bỏ tiền ra để mua "giấy phép sử dụng" những phần mềm của họ, nhưng giấy phép sử dụng này chỉ cho họ quyền thay đổi một vài cấu hình có sẵn hay thậm chí không được phép sửa đổi gì. Và thường thì cũng sẽ có những hỗ trợ nhất định kèm theo nhưng đối với đa phần những hỗ trợ khác (đặc biệt là đối với khách hàng doanh nghiệp) thì luôn phải tốn một khoản tiền lớn, một vài công ty cũng nhận những hợp đồng theo yêu cầu riêng nhưng sản phẩm luôn là sản phẩm độc quyền.
Các phần mềm tự do luôn có chi phí lâu dài thấp hơn các phần mềm độc quyền dù chi phí ban đầu của nó có phải bằng 0 hay không vì mọi thay đổi để phù hợp nhu cầu riêng của từng người sử dụng đều có thể thực hiện bởi nhiều người, có thể do chính người sử dụng thực hiện hay bất kì ai họ thuê... Phần mềm tự do hoàn toàn không giới hạn người sử dụng và cũng không áp chế bất cứ vấn đề pháp lý nào. Nhưng những giới hạn giữa hai tổ chức vẫn có thể có, tùy thuộc vào tình trạng của phần mềm và một số mục đích sử dụng, những thỏa thuận này thường được ký kết riêng biệt nằm ngoài giấy phép sử dụng. Một báo cáo của Standish Group đã cho thấy rằng từ khi phần mềm tự do dược thị trường chấp nhận doanh thu của những phần mềm độc quyền đã giảm đi một khoản 60 tỉ USD mỗi năm.

## Chú giải
1. ↑  Truy cập vào mã nguồn là điều kiện cần nhưng không đủ, theo cả hai định nghĩa Phần mềm Tự do và Nguồn mở.